# Campylocentrum grisebachii
Campylocentrum grisebachii là một loài lan.

## Hình ảnh

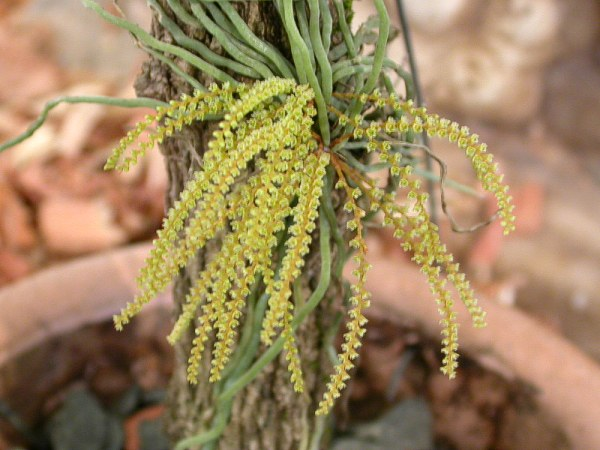
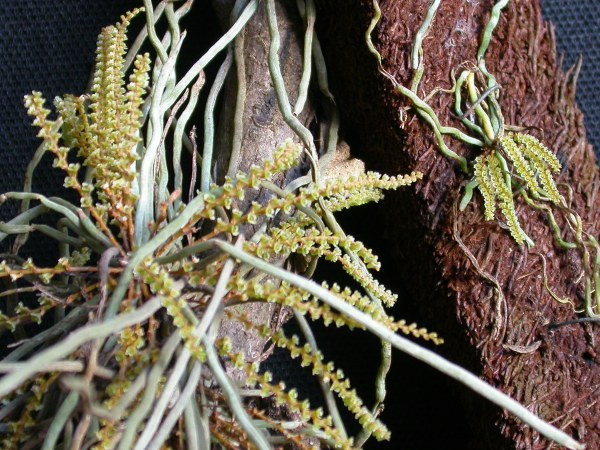
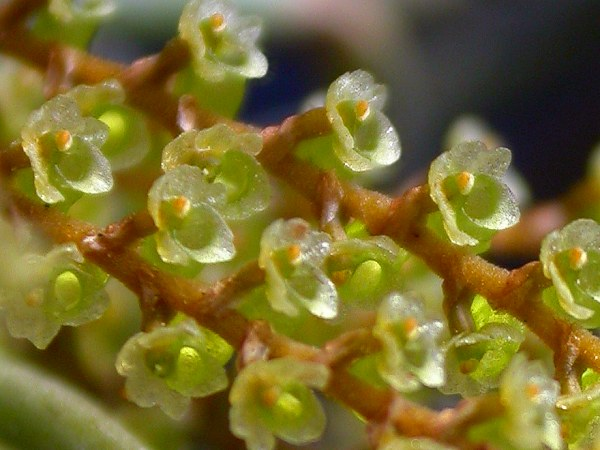
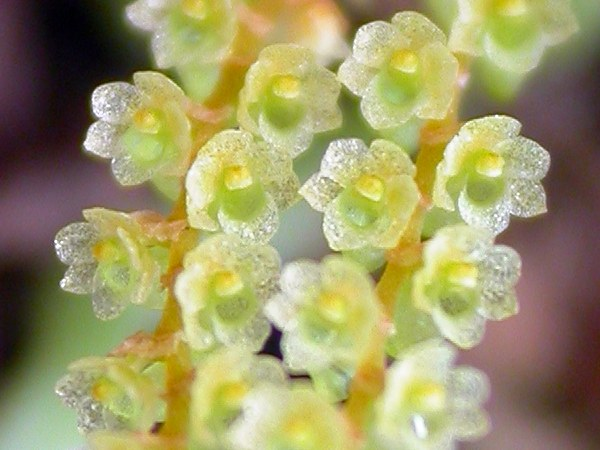